# Ofrivilligt celibat

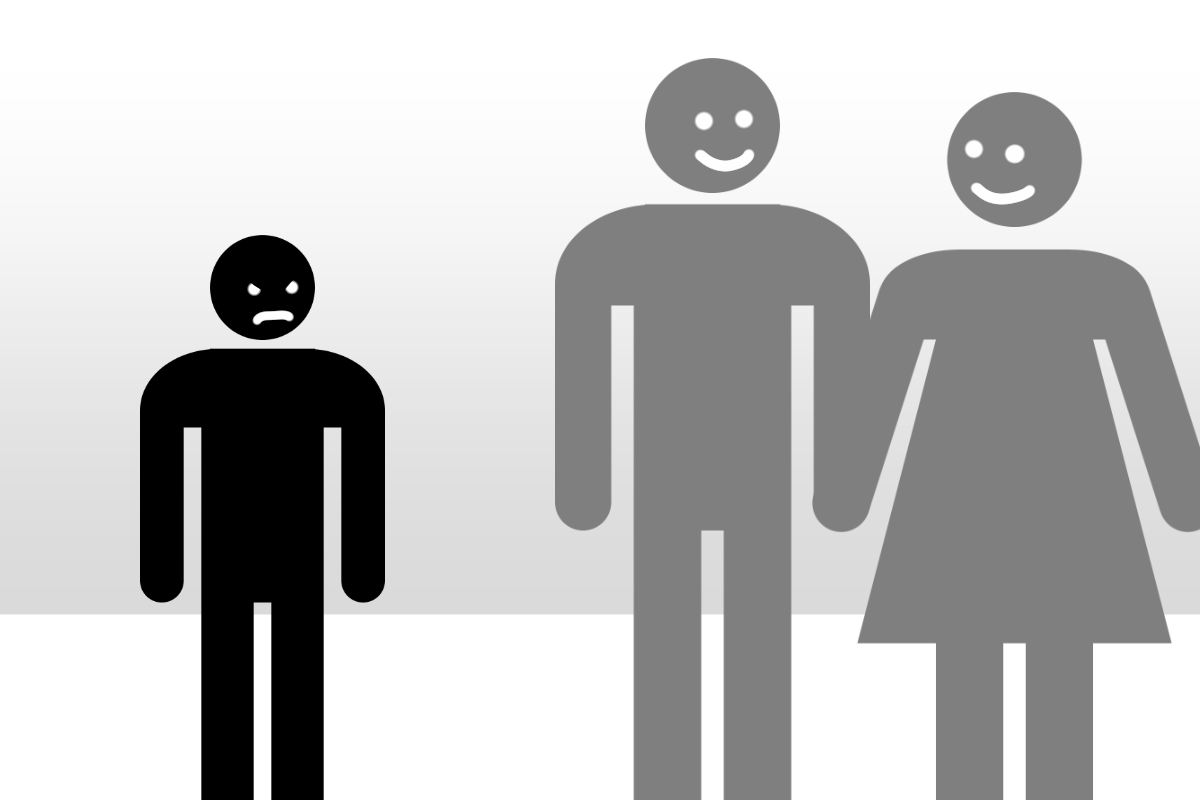

Ofrivilligt celibat är tillståndet hos en vuxen person som inte har någon kärleksrelation eller har haft samlag med någon, när det är av andra anledningar än frivilligt celibat eller sexuell avhållsamhet. Historiskt har fler kvinnor än män varit i en sådan situation, men idag är antalet framförallt heterosexuella unga män avsevärt fler än unga kvinnor i denna situation av ensamhet och ofrivillig barnlöshet. Utvecklingen brukar bland annat förklaras med att mansöverskottet har ökat på senare år i stora delar av världen, däribland Sverige.
Flera skribenter avgränsar termen incel (teleskopord för engelskans involuntary celibate) till personer som dessutom deltar i eller självidentifierar sig med Incel-rörelsen. Detta är en subkultur som har utvecklats på olika Internet-forum. Den kan i vissa fall ta sig uttryck i kvinnohat och har utgjort motiv till terrorism, men det är mer vanligt att diskussionen på forumen handlar om svårigheter att skapa sexuella relationer. 

## Definition
En person som lever som oplanerad oskuld eller i ofrivilligt celibat är en vuxen person som misslyckas med att initiera eller upprätthålla en sexuell eller kärleksrelation trots egen önskan att uppleva en sådan. I begreppet innefattas även människor som är i sexlösa relationer men som önskar vara sexuellt aktiva, medan personer som frivilligt är sexuellt avhållsamma inte innefattas i begreppet. Dock har forskningen sällan undersökt skillnaden mellan personer i frivilligt och ofrivilligt celibat.
Exakt hur länge celibatet ska ha fortgått för att det ska kvalificera som ofrivilligt celibat är omdebatterat. En del klassar sig själva som ofrivilliga celibater på grund av att de inte för närvarande lever i en relation även om de har gjort det tidigare och troligtvis kommer att göra det igen. Andra kritiserar denna syn och anser att den korrekta termen för detta tillstånd helt enkelt är singel, en term som till skillnad från ofrivilligt celibat används allmänt och inte har samma koppling till sociala stigma. Donnelly och Burgess använde en gräns på sex månaders ofrivilligt celibat när de genomförde sin studie. Andra använder termen ofrivilligt celibat endast om sådana som aldrig någonsin har haft en sexuell relation eller kärleksrelation eller om sådana som aldrig deltagit i en uppvaktningsprocess eller ens kysst någon.

## Forskning
1998 påbörjade forskare från Georgia State University en studie sedan en medlem av ett internetforum för ofrivilligt celibat frågade om modern forskning i ämnet. Studien, Involuntary celibacy: A life course analysis, publicerades 2001 i Journal of Sex Research, som ges ut av Society for the Scientific Study of Sexuality. En nyhetsartikel som rapporterade om studien indikerade att ofrivilligt celibat kan leda till ilska och depression. Involuntary celibacy: A life course analysis har också inkluderats i en antologi med akademisk litteratur.
I ett brev skrivet den 6 mars 2004 av Brian G. Gilmartin, som har genomfört omfattande studier av män i ofrivilligt celibat (vilka han kallade love-shy), noterade han att "så många som 40 procent av männen [som är] gravt love-shy skulle kvalificera för en aspergerdiagnos", en siffra som stöds av hans bok från 1987.
Det finns mycket lite publicerad forskning om ofrivilligt celibat, och mängden statistik är begränsad, men det engelska begreppet börjar trots det få viss användning i universitetsvärlden. Tillståndet är relaterat till fattigdom, låg utbildning, allvarlig depression, självskadebeteende, psykisk sjukdom, drogmissbruk, och självmord. Ofrivilligt celibat kan också leda till självupptagenhet och en osund upptagenhet vid mänsklig sexualitet. Hos medelålders kvinnor är ofrivillig barnlöshet relaterat till lång utbildning.

### Demografiska orsaker
Längre tillbaka i historien har fler kvinnor än män drabbats av ofrivilligt celibat, men åldersgränsen för mansöverskott i en årskull har successivt flyttats upp, och under början av 2020-talet var antal män fler än kvinnor i ålderskullar upp till ungefär 65 års ålder i Sverige. Omkring år 1960 fanns lika många kvinnor som män i världen, och år 2015 inträffade det för första gången även i Sverige. Orsaker till denna utveckling är minskad skillnad mellan mäns och kvinnors medellivslängd, men på kort sikt har en manligt dominerad invandring till Sverige (år 2020 invandrade runt 40 000 kvinnor och 43 000 män) haft större betydelse. Mansöverskottet förväntas fortsätta öka. Utvecklingen sker trots att det finns en flickpreferens i västvärlden - föräldrar i bland annat Sverige skaffar mer ofta fler barn om de enbart har fått söner än om de enbart har fått döttrar.

## Incel-rörelsen
År 1997 myntades begreppet Incel av en kvinna vid namn Alana, som startade det första Incelforumet, Alana’s Involuntary Celibacy Project, och e-postlistan Incel (ursprungligen Invcel), för kvinnor och män, singlar såväl som gifta, som har haft livslånga svårigheter med dating och att ingå förhållanden. Hon laborerade även med andra begrepp, såsom love-shy. Alana insåg att hon var queer och lämnade Incel-forumet kring år 2000. Andra startade forum som övertog begreppet Incel.
Bland personer som deltar i nätforum enbart för manliga incels utvecklades en subkultur där många började uttrycka sin frustration, och skylla sina problem på kvinnors hjärtlösa och grymma bemötande, på att frigjorda kvinnor och alfahannar har ökande antal sexuella relationer istället för att hålla sig till en partner, och började kalla sig för "beta". En incel-ideologi uppstod som präglades av antifeminism, misogyni (kvinnohat), misantropi, och självhat, självömkan, och som influerades av den alternativa högern och dess rasism, . Många inom rörelsen kommer från minoritetsbefolkningar och ser det som en förklaring till deras problem. Deras förklaringar bygger på fatalism och biologisk determinism, och de ser sig som förlorare i det genetiska lotteriet. De talar om "lookism", samhällets diskriminering av fula människor. I bloggen "the Omega Virgin Revolt" populariserades begreppet och memen ''black-pilled'' om en incel som är fatalist och anser att han är i ett hopplöst tillstånd, och som menar att kvinnor inte skulle bry sig om mäns personlighet utan är ytliga. Memen är en mörk variant av uttrycket att ta ett rött piller, en bild för att se verklighetens grymhet, hämtad från filmen Matrix, som har fått spridning i den bredare Manosfär(en)-rörelsen och mansrättsrörelsen(en).
Det förekommer även forum för kvinnliga incels, och dating-forum för incels.

### Terrorism och våldsbejakande åsikter
Masskjutningen i Isla Vista 2014(en) och lastbilsattacken i Toronto 2018(en) var terroristattacker som utfördes av gärningspersoner som identifierade sig som incels, och som ville hämnas på sexuellt aktiva kvinnor och män för sin sociala utslagning. Dödsoffren var i huvudsak kvinnor. De hade kommunicerat sina budskap på bland annat subredditen /r/incels, där även uppmuntran till våldtäkt och självmord hade förekommit. Denna subreddit stängdes i november 2017, och hade då 40 000 deltagare. Reddit stängde en annan stor subreddit för incels, /r/braincels, i september 2019. Det finns deltagare på forumen som har tagit avstånd från våldsbejakande, medan enstaka deltagare har hyllat gärningsmännen och firat rörelsens hämnd.

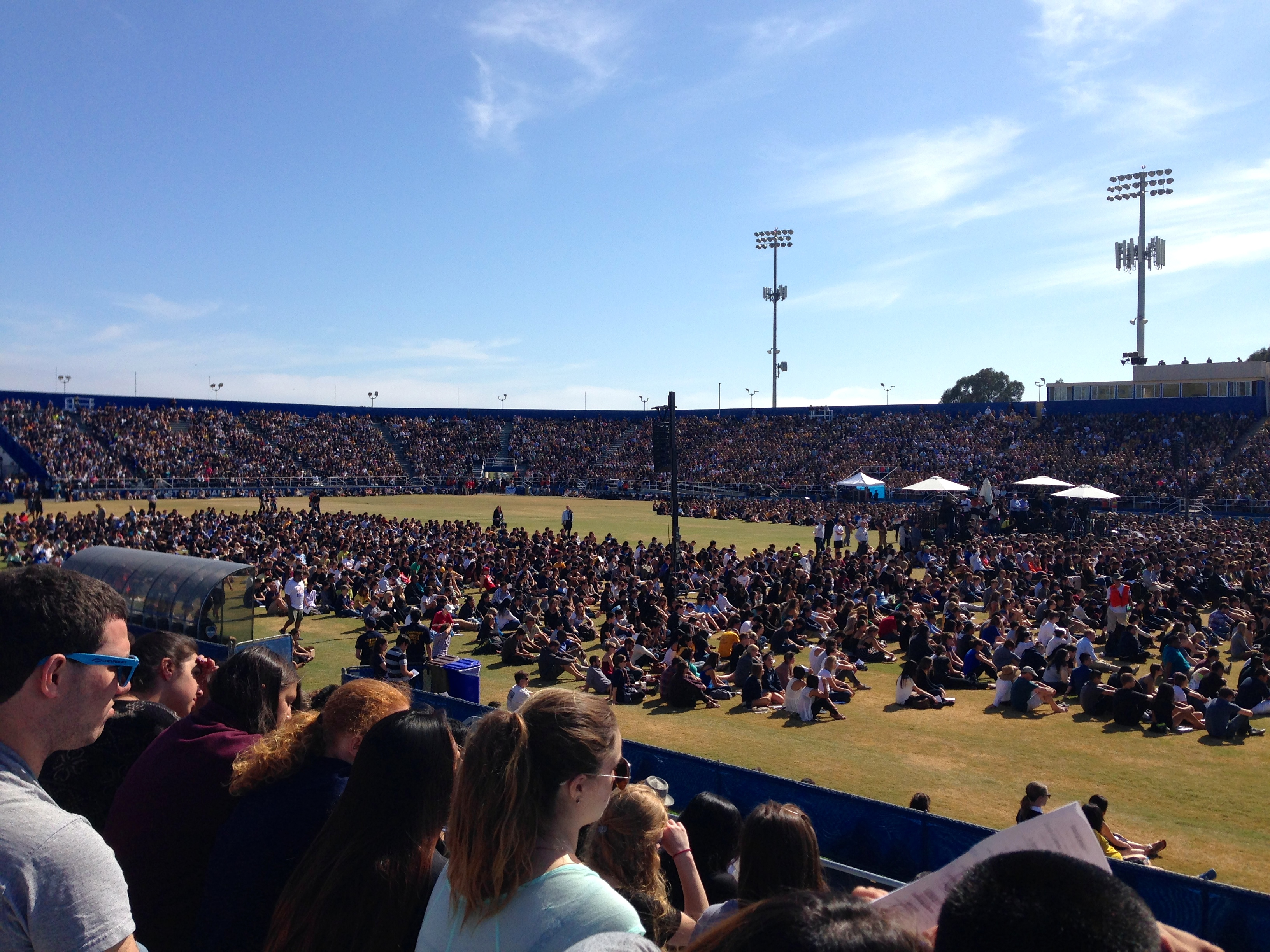
Minnesmanifestation efter Isla Vista-incidenten 2014.

Endast en liten bråkdel av incelrörelsen bejakar våld. Mindre extrema Incel-forum, som inte tillåter våldsbejakande budskap, fortsätter att existera på olika plattformar, såsom Reddit, 4chan och Voat.
Fler terroristattacker som har utförts av personer som har varit aktiva på incelforum är skjutningen på Tallahassee yogabutik 2018(en) i Florida, och Skjutningen från Dallas Courthouse 2019(en) i Texas, USA.
Svenska Säpo:s chefsanalytiker Ahn-Za Hagström och Säpochefen Klas Friberg menade i januari 2020 att det finns personer som delar den kvinnohatande Incel-ideologin i Sverige, och att Incelrörelsen är ett ökande terrorhot, eftersom mäns frustration och hat mot frigjorda kvinnor kan växa till en frustration mot hela samhället. Texas Department of Public Safety(en) hade framfört liknande varningar strax innan.

## I svensk debatt
År 2010 skrev professor Bo Rothstein debattartikeln "Nobbade män är en tickande bomb", och menade att kvinnor brukar rata män som har lägre utbildning eller ekonomisk status än de själva. Björn Werner beskrev år 2020 "de ratade Tinder-männen" som 2010-talets stora förlorare. Personer med antifeministiska och högerextrema åsikter har i svensk debatt beskrivits som "vita kränkta män", som svar på att högerextrema personer som provocerar på internetforum ofta beskriver sina kritiker som lättkränkta.[källa behövs]